# 싸이언 U9300
싸이언 U9300(CYON U9300)는 LG전자가 2010년 10월 1일에 출시한 휴대 전화이다.